# Ригоренко Микола
Мико́ла Ригоре́нко (Кирило Григоренко) (рр. н. і см. невідомі) — кобзар 19 століття. Жив у селі Красний Кут Богодухівського повіту Харківської губернії (тепер смт Краснокутськ Харківської області).
Першим учителем Ригоренка був старий запорозький козак, який по знищенні Запорізької Січі перебрався на Слобідщину. Кобзар купив у козака 8-струнну кобзу і перейняв чимало «козацьких пісень». Від Ригоренка робив записи випускник медичного факультету Харківського університету М. В. Ніговський.
У 1850-их роках Ригоренко був вже старий, і думи пригадував з трудом, а бандура лежала в коморі з обірваними струнами.
Відомості про кобзаря Ригоренка П. Куліш умістив разом із записами від нього не назвавши його імені. На думці С. Грици мабуть це кобзар Кирило Григоренко., про якого згадує М. Білозерський. Вперше у Ригоренка з'являється ім'я Микола в праці А. Омельченка та Б. Кирдана бв 1982 р.

### Репертуар
Ніговський записав 4 думи від нього:
- «Козацьке життя»,
- «Корсунська перемога»,
- «Маруся Богуславка»,
- «Козак Нетяга Фесько Андибер».

В його репертуарі був також
- «Плач невольників на турецькій каторзі».